# Кышик
Кышик — село в России, находится в Ханты-Мансийском районе, Ханты-Мансийского автономного округа — Югры на реке Назым. Входит в состав Сельского поселения Кышик.
Население по состоянию на 01.01. 2011 года с учетом предварительных итогов Всероссийской переписи населения 2010 года составило 809.
Почтовый индекс — 628501, код ОКАТО — 71129920001.

## Статистика населения
| Год  | Численность постоянного населения (среднегодовая) |
| ---- | ------------------------------------------------- |
| 2002 |                                                   |
| 2008 | 649                                               |
| 2010 | 809                                               |

## Климат
Климат резко континентальный, зима суровая, с сильными ветрами и метелями, продолжающаяся три месяца. Лето относительно тёплое, но быстротечное.